# Menschen untereinander
Menschen untereinander ist ein deutsches Sozialdrama von Gerhard Lamprecht aus dem Jahr 1926. Er entstand nach einem Drehbuch, das Lamprecht mit Luise Heilborn-Körbitz und Eduard Rothauser verfasst hatte, realisierte und in eigener Gesellschaft gemeinsam mit der National-Film A.G. Berlin produzierte. Aufnahmeleiter war Ernst Körner. Die Filmbauten entwarf Otto Moldenhauer, die Photographie besorgte Karl Hasselmann.
„Menschen untereinander“ zählt zu den Milieustudien, die Lamprecht in den 1920er Jahren an Originalschauplätzen und teils mit Laiendarstellern in Berlin gedreht hat; weil sie durch die Zeichnungen des Berliner Malers und Photographen Heinrich Zille angeregt und durch seine Beratung gefördert worden waren, nannte man sie bald auch „Zille-Filme“. Das Genre verfiel bald einem modischen Kommerz.

## Handlung
Im Zentrum des Geschehens steht ein typisches Berliner Mietshaus der 1920er Jahre. Ein Juwelier und ein Anwalt wohnen in den unteren Stockwerken. Den nächsten Stock teilen sich eine Witwe und ein Beamter. Darüber liegen mit der Tanzschule und einem Heiratsvermittlungs-Institut zwei Geschäftsräume. Ganz oben, direkt unter dem Dach wohnen die ärmsten Mietparteien: Ein Luftballonverkäufer und ein nach der Inflation mittellos gewordener Klavierlehrer. So spiegelt das Haus die Gesellschaft, ihre Nöte und Klassengegensätze.
In Episoden erzählt der Film aus dem Leben der Mieter. Auf diese Weise werden die unterschiedlichen sozialen Milieus kontrastiert. Existenzielle Erfahrungen wie Liebe, Glück und Enttäuschung dagegen haben alle Mieter. Diese Grunderfahrungen lassen die Repräsentanten einer Schicht bald als Individuen erscheinen, die konkret leiden: An den Folgen eines Wirtschafts- und Gesellschaftssystems, das aus den Fugen geraten ist.

## Produktion
In „Menschen untereinander“ sind Schauspieler wie Alfred Abel, Erika Glässner, Olga Limburg und Margarete Kupfer zu sehen. Die aus Fritz Langs „Dr. Mabuse“-Filmen bekannten Darsteller Aud Egede Nissen, Käthe Haack, Paul Bildt und Eduard Rothauser waren schon 1925 bei „Die Verrufenen“ dabei.
Der Film entstand in Berlin im May-Atelier, Weißensee und im National-Atelier, Tempelhof.
Er wurde in Deutschland von der National-Film, in Frankreich durch die Compagnie Française du Film verliehen. Dort lief er unter dem Titel „117 bis Grand Rue“.
Seine Uraufführung in Berlin fand am 1. April 1926 im Tauentzien-Palast statt. Die Kino-Musik zur Uraufführung stellte Giuseppe Becce zusammen und dirigierte sie.

## Rezeption

### Zeitgenössische Bewertungen
Der Film wurde von der Kritik überwiegend positiv aufgenommen: er sei „einer der interessantesten und besten Filme des Jahres“, der „das Leben dort packt, wo es am wahrhaftigsten ist“.
Vor allem die Leistung des mit vielen prominenten Schauspielern besetzten Ensembles wurde hervorgehoben, Aud Egede Nissen sei noch „nie so aufgewühlt und echt“ gewesen, und zu Erika Gläßner als Hausbesitzerin las man: „Gläßner ‚spielt‘ nicht. […] Das ist, ist, ist sie.“
Insbesondere wurde die Regieleistung von Gerhard Lamprecht gewürdigt; ihm sei es gelungen, die „wunderbare Möglichkeit“ des Films, „die Gleichzeitigkeit aller Geschehnisse unmittelbar sichtbar zu machen“ (Berliner Börsencourier, 4. April 1926, S. 157).
Die wenigen kritischen Stimmen sahen das anders. Sie attestieren Drehbuchautor und Regisseur, „dass sie Einzelszenen glaubhaft nebeneinander setzten konnten, dass sie aber nicht vermochten, das Bild zu schaffen, das eben Einheit sein müsste, um zu befriedigen!“ (Der Bildwart, Filmschau, April 1926, S. 253). Auch die Filmwoche merkt an: „[…] [I]m Film folgt ein Bild hart dem anderen – und zum Schluss ist man nicht etwa zwiegespalten, nein: zehn-, fünfzehngespalten.“.
„Alles läuft wie im Leben. Keine Übertreibung“, Berichterstattung wie unter der Rubrik „Vermischtes“ (Le courier cinématographique, Paris 1926).

### Heutige Bewertungen
Der Film ist formal wie inhaltlich äußerst konservativ: In meist statischen Einstellungen und umständlich eingefädelten Interaktionen werden soziale Verwerfungen als Schicksalsschläge oder Folgen zwischenmenschlicher Missgunst beschrieben. Das Ende schwelgt dann in der glückseligen Auflösung aller Probleme; Konfliktbewältigung auf Gartenlauben-Niveau. [ ... ] Zuletzt muss die skrupellose Vermieterin das Feld räumen, der neue Eigentümer verheißt Verständnis und Großzügigkeit.
Lamprecht zeichnet in diesem stummen Frühwerk am Beispiel eines Berliner Hauses die Folgen der Inflation, die das gesamte Wirtschafts- und Gesellschaftssystem aus den Fugen geraten lässt. In verschiedenen Episoden erzählt "Menschen untereinander" aus dem Leben der Mieter, zeigt ihre existenziellen Erfahrungen wie Liebe, Glück und Enttäuschung.
„Menschen untereinander“, ein episodisch aufgebauter Querschnittsfilm, mag im Detail etwas schwerfällig angelegt sein, dennoch fragt man sich, warum das Kino sich heute so etwas nicht mehr zutraut: Nicht ein Individuum oder eine Familie zum Ausgangspunkt der Erzählung zu nehmen, sondern ein Mietshaus, also die soziale Organisation selbst.
Ebenfalls zu den Querschnittsfilmen gehört MENSCHEN UNTEREINANDER - ACHT AKTE AUS EINEM INTERESSANTEN HAUSE (1926) von Gerhard Lamprecht, eine filmische Recherche, die an einem "Locus classicus" festmacht ist, und somit zum Modell für das spezifisch berlinerische Genre der Pensions-Filme wird.
Beschränkten sich Lamprecht und seine Drehbuchautorin in dem Film "Die Verrufenen" noch auf ein bestimmtes Milieu, das des "Fünften Standes", wird hier diese Beschränkung aufgegeben -  mit dem Ergebnis von Freiheit, aber auch von Zusammenhanglosigkeit, ausgelöst durch die Anhäufung von Umständen und Gleichzeitigkeiten. Es entsteht ein Konglomerat aus menschlichen Leben.

## Neue Musik zum Film
Der 1964 geborene Berliner Komponist Bernd Schultheis schrieb 2013 eine neue Begleitmusik zu dem Film. Sie wurde durch das ensemble mosaik und Gäste am 30. Juni in der Volksbühne am Rosa-Luxemburg-Platz unter Leitung des Komponisten live zur Vorführung gespielt. Der Kulturkanal ARTE strahlte eine Aufzeichnung dieser Veranstaltung am Dienstag, 24. September 2013, um 23.55 Uhr aus.

## Abbildungen
- Standphoto aus Menschen untereinander
- Standphoto aus Menschen untereinander: Hausbesitzerin Wwe. Büttner (Erika Glässner) beim Juwelier Rudloff (Eduard Rothauser) (arte.tv (Memento vom 3. Dezember 2013 im Internet Archive))
- Standphoto aus "Menschen untereinander" mit Aud Egede Nissen
- Gerhard Lamprecht erklärt der Darstellerin Hermine Sterler eine Szene aus "Menschen untereinander". (tvmovie.de (Memento vom 29. November 2013 im Webarchiv archive.today))